# IC 227
IC 227 ist eine elliptische Galaxie vom Hubble-Typ E4 im Sternbild Triangulum am Nordsternhimmel. Sie ist schätzungsweise 457 Millionen Lichtjahre von der Milchstraße entfernt und hat einen Durchmesser von etwa 175.000 Lj.
Im selben Himmelsareal befindet sich u. a. die Galaxie IC 226.
Das Objekt wurde am 24. Dezember 1891 vom österreichischen Astronomen Rudolf Spitaler entdeckt.